# Морски голубови
Морски голубови (Mylobatidae) је породица ража, риба са хрскавичавим скелетом, рушљориба. Тело им је широко и има облик ромба. Грудна пераја не обухватају главу као код правих ража и жутуља, већ она слободно штрчи и њушка је заобљена. Кожа је гола, без крљушти и слузава. Имају једно леђно пераје уз које је присутна отровна бодља тестерасто назубљена. Реп је у облику бича и дугачак.

## Родови
Представник ове породице је голуб костир или морски орао (Myliobatis aquila) који на репу има снажан трнолики наставак у вези са отровном жлездом. Може да достигне ширину од 1,5 m. Живи на муљевитом и песковитом тлу Атлантског океана, Средоземног и Јадранског мора.
Поред рода , породици морских голубова припадају и родови: